# Pergine Valdarno
Pergine Valdarno är en ort och frazione i kommunen Laterina Pergine Valdarno i provinsen Arezzo  i regionen Toscana i Italien. 
Pergine Valdarno upphörde som kommun den 1 januari 2018 och bildade med den tidigare kommunen Laterina den nya kommunen Laterina Pergine Valdarno. Den tidigare kommunen hade 3 128 invånare (2017).